# Kolumna z figurą Najświętszej Maryi Panny w Mezilečí
Kolumna z figurą Najświętszej Maryi Panny w Mezilečí – wolnostojący pomnik przed domem nr 12 w gminie Mezilečí, w kraju hradeckim w Czechach.

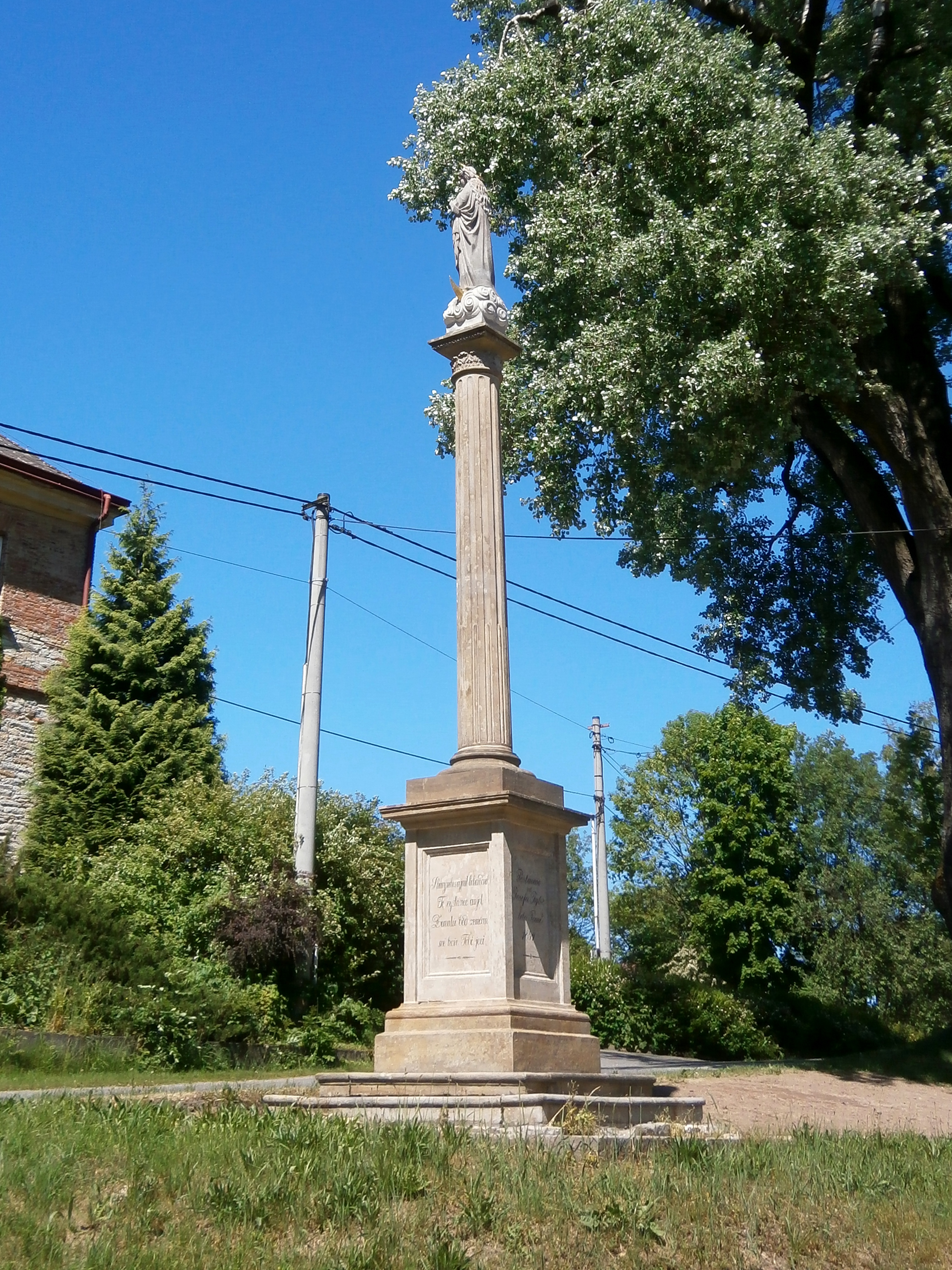
Kolumna z figurą Najświętszej Maryi Panny

## Historia
Pomnik zbudowano w 1854 r. Głównym inwestorem był Josef Vojtěch Tilsch, handlarz płótnem, polityk komunalny oraz właściciel gospodarstwa nr 12. Jego autorstwo jest przypisywane rzeźbiarzowi Josefu Vojtěchowi, który umieścił na pomnik następny napis czeski (dzisiaj jest przekręcony dzięki słabej czytelności oraz błędom kilku odnowicieli): „„Sličná svou ctností, svým mocným máti Rozencem, sláva rodů křehkých čáky opora. Z hůry nebes vyjevil bohorodnú Tě vyslanec anjel. Z úvalu běd zemčan své hoře Tobě jeví, tak se Bohem splácí nevyrovnaně zásluha Panny. Tak se i nám v srdcích po Bohu touha rodí. Postavil Josef Tylš Léta Páně 1854.“
Na końcu XIX w. i początkiem XX w. kilka razy pomnik poddano renowacji oraz pozłacaniu. Wszystkie prace zawsze zapłacił właściciel tego gruntu. Po 1948 r., gdy komuniści doszli do władzy, cudem nie uległ niemal całkowitemu zniszczeniu.
W 2012 r. zdobyła pomnik gmina, która go kupiła za symboliczną 1 koronę i potem zaplanowano również jego czyszczenie i rekonstrukcja. Prace te odbywały się w tym samym roku. Ponadto rada gminy 15 lutego 2012 ogłosiła, że kolumna jest ważnym zabytkiem gminy i jest uważana za jej kulturalne dziedzictwo.